# Turmhügelburg Woja
Die Turmhügelburg Woja ist eine abgegangene Motte (Turmhügelburg) in Woja, heute Stadtteil von Rehau im oberfränkischen Landkreis Hof in Bayern.
Von der Wallanlage ist in der Ortsmitte noch eine von einem Wassergraben umgebene Insel zu sehen. Der Graben weitet sich im Süden und im Osten zu einem Teich aus. Spuren von Bebauung sind nicht mehr erkennbar. Die Anlage ist im Zuge der ersten urkundlichen Erwähnungen des Dorfes 1390 als Sitz und 1422 als Schloss derer von Kotzau genannt.
Das Ende der Turmhügelanlage war im Jahr 1503. Anhänger des Kirchenräubers Georg Stöhr zündeten den Turmhügel an, er brannte ab und wurde nicht mehr neu aufgebaut. Georg Stöhr hatte im selben Jahr die Oberkotzauer Jakobuskirche beraubt, er wurde gefasst und zur Strafe verbrannt. Aus Rache legten seine Anhänger Feuer an der Kirche, worauf das Kirchendach und mehrere angrenzende Häuser abbrannten. Neben Woja legten sie noch Feuer an den Sitzen der Kotzauer in Wurlitz, Kautendorf und Höfen in Fletschenreuth.

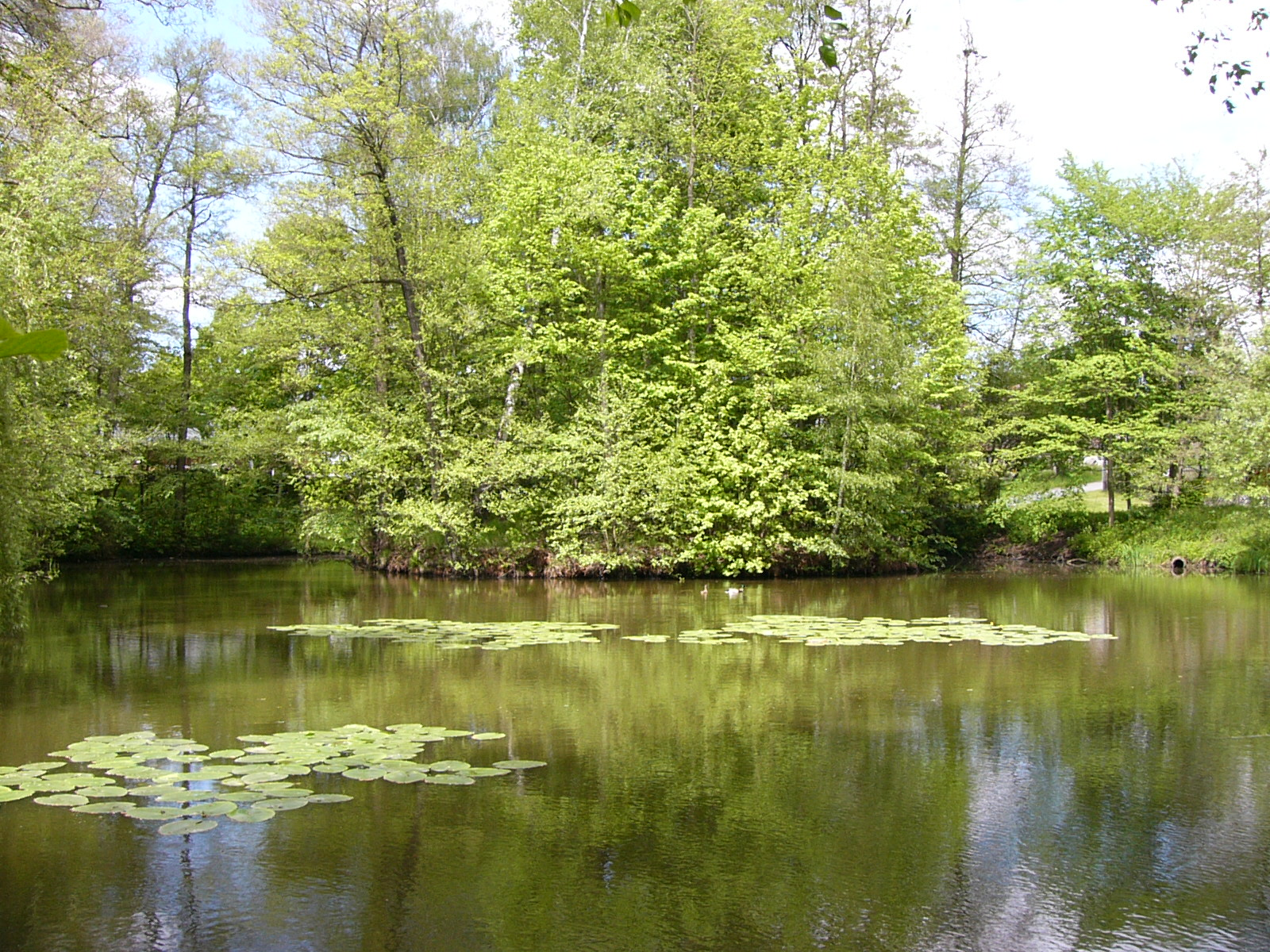
Insel mit weitem Graben